# Анна Легницкая
Анна Легницкая или Анна Чешская (чеш. Anna Lehnická; 1204 или 1201, Прага — 23 июня 1265, Бреслау) — чешская королевна, княгиня нижнесилезская, жена князя-принцепса Польши (князя Краковского) и князя Нижней Силезии (Вроцлава) Генриха II Набожного (или Благочестивого) (1196/1204 — 9 апреля 1241).

## Биография

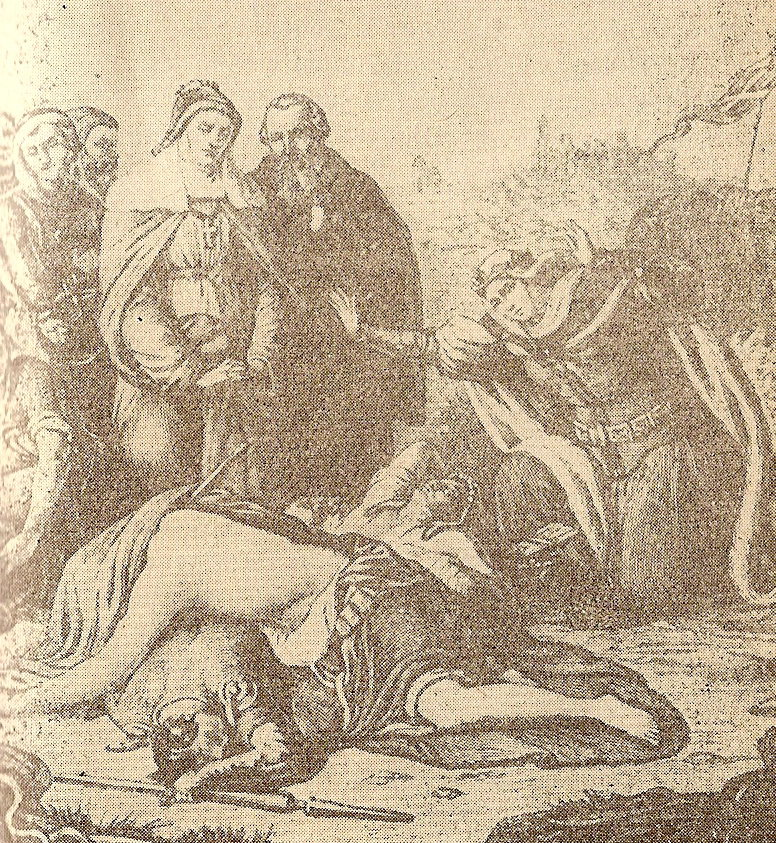
Мать Генриха II Набожного святая Ядвига и жена Анна Чешская (Легницкая) над его трупом на поле битвы

Дочь короля Чехии Пржемысла Отакара (Оттокара) I из династии Пржемысловичей и его второй жены Констанции Венгерской из династии Арпадов.
В возрасте около 12 лет (в 1216/1217 году) Анна была выдана замуж за такого же юного, как и она, Генриха, сына князя Силезии Генриха I Бородатого. Во время внутриполитической борьбы Силезские Пясты захватили значительную часть польских территорий. В 1232 году Генрих Бородатый завладел Сеньориальным уделом и стал князем-принцепсом Польши. После его смерти 19 марта 1238 года Генрих II Набожный наследовал отцу как в Силезии, так и на польском троне. 
Анна овдовела через три года после этого, когда 9 апреля 1241 года Генрих II погиб в битве с монголами на Легницком (Добром) поле. Анна вместе со свекровью Ядвигой Силезской разыскала на поле битвы его изуродованное и обезглавленное тело по особому отличию — шестому пальцу на ноге.
Город Легница выдержал осаду монголов, не сдался, став последней точкой продвижения войск Батыя на Запад. В 1248 году стал столицей независимого Легницкого княжества.
Некоторые историки считают, что вдова после смерти мужа взяла власть в свои руки и стала регентшей при сыновьях,
обладая большим влиянием на своих детей, но удержать польский трон силезские Пясты не смогли, и он перешел к Конраду I Мазовецкому.
Сохранилась овальная печать 1242 года княгини Анны с надписью ANNA DEI GRACIA ZLESIE DVCISSA IVNIOR.

## Отношение к церкви
Долгое время находилась в тени своей набожной и аскетичной свекрови Ядвиги Силезской, объявленной позже католической святой, покровительницей сирот. Став вдовой, Анна также стала много внимание уделять церкви. 8 мая 1242 года Анна и ее сын Болеслав II Рогатка основали бенедиктинское аббатство в Кшешуве (Грюссау). Она также была щедрой благотворительницей францисканских монахинь во Вроцлаве. В 1256 году Папа Александр IV написал письмо епископам Вроцлава и Лебуса (Любуша), в котором сообщил, что вдовствующая княгиня Анна, выполняя ее собственное желание и желание ее покойного мужа, предложила построить в Силезии монастырь, в котором разместилась бы община францисканских монахинь. В 1257 году началось строительство монастыря , которому она пожертвовала много вещей, убедившись при этом, что ее пожертвования не нарушают обет добровольной бедности, который приняли монахини. Булла, изданная Папой Урбаном IV в 1263 году, утверждала, что вдовствующая княгиня Анна хотела, чтобы монахини использовали имущество, которое она дала им, только в случае нужды. 
Notæ Monialium Sanctæ Claræ Wratislaviensium — хроника, написанная в первой половине XV века францисканскими монахинями во Вроцлаве — называет ее основательницей монастыря Святой Клары во Вроцлаве . Согласно этой хронике, Анна умерла в 1265 году и была похоронена в монастыре Святой Клары во Вроцлаве. 
По словам историка Габора Кланичая, она почиталась в Польше как святая, хотя не была канонизирована.

## Дети
В браке с Генрихом II Набожным родила десять детей:
- Гертруда (1218/1220 — 1244/1247), жена Болеслава I Мазовецкого
- Болеслав II Лысый (Рогатка) (1220/1225 — 1278), князь-принцепс Польши в 1241, князь Вроцлава 1241—1248, князь Великой Польши 1241—1247, князь Легницы в 1248—1278. Муж 1) Гедвиги, дочери Генриха Ангальтского (? — 1259), 2) Эфемии, дочери Самбора II Померанского.
- Констанция (1221/1227 — 1253/1257), жена с 1239 Казимира Куявского
- Мешко (1223/1227 — 1241/1242), князь Любушский
- Генрих III Белый (1222/1230 — 1266), с 1248 года князь Вроцлава. Муж 1) с 1252 Юдиты (1226—1257/1265), дочери Конрада I, князя мазовецкого 2) к 1266 Агнесы, дочери Альбрехта I Саксонского
- Елизавета (1224/1232 — 1265), жена Пшемыслава I князя калишского и познанского
- Конрад I (1228/1231 — 1273/1274), с 1251 года князь Глогува. Муж 1) с 1249 Саломеи (к 1237—1267/1274), дочери Владислава Одонича князя великопольского 2) с 1271/1274 Софии (1258/1261 — 1318), дочери Дитриха Мудрого, маркграфа мейсенского в Ландсберге.
- Владислав (1237—1270), архиепископ Зальцбурга 1265—1270.
- Агнесса (1230/1236 — 1277)
- Ядвига (1238/1241 — 1318)